# Rovensko pod Troskami
Rovensko pod Troskami (deutsch Rowensko bei Turnau) ist eine Stadt in Tschechien im Liberecký kraj. Im Ort lebten 2004 1267 Einwohner. Die Stadt liegt inmitten des Naturschutzgebietes Český ráj in der Mikroregion Podhůří.

## Geschichte

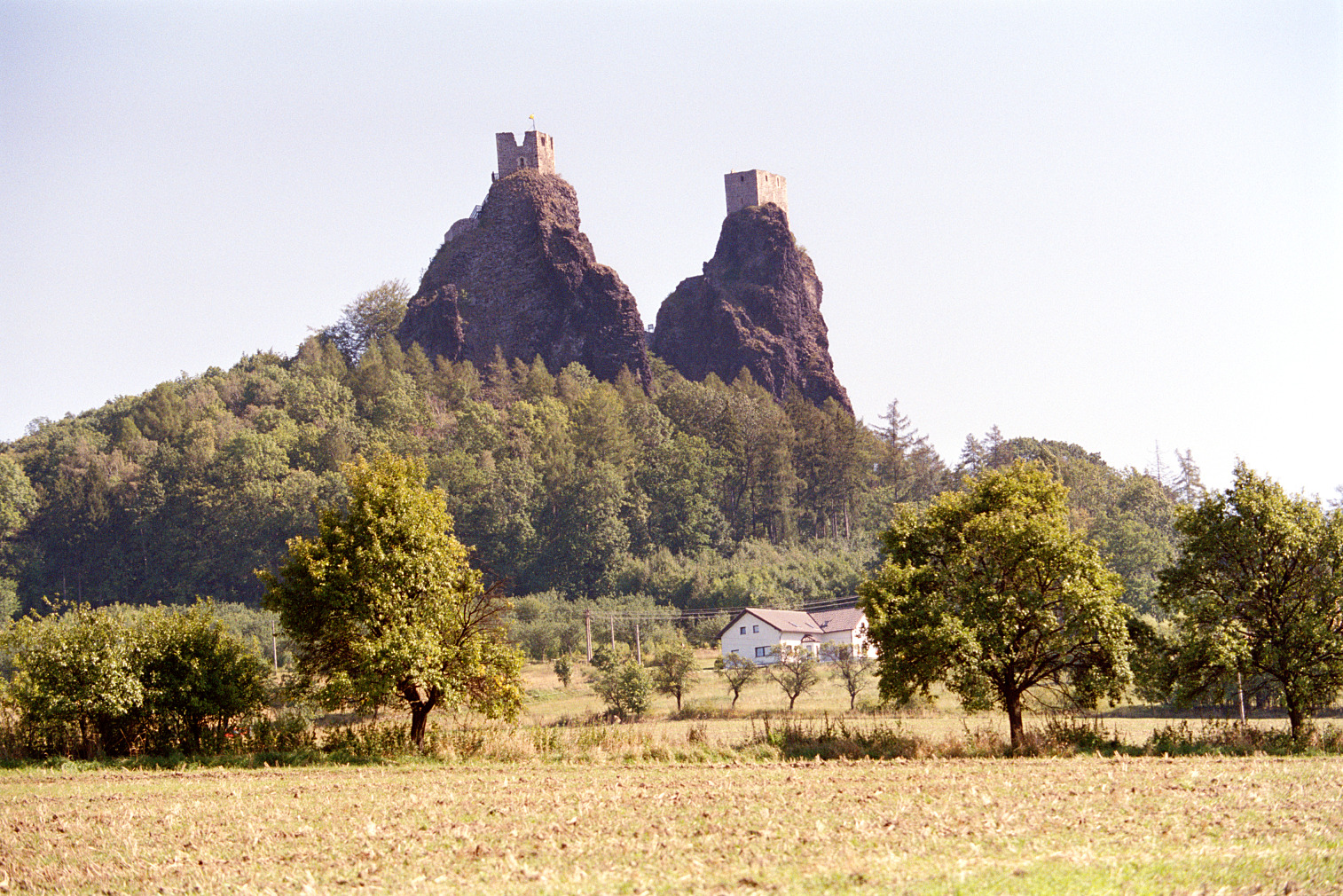
Burg Trosky

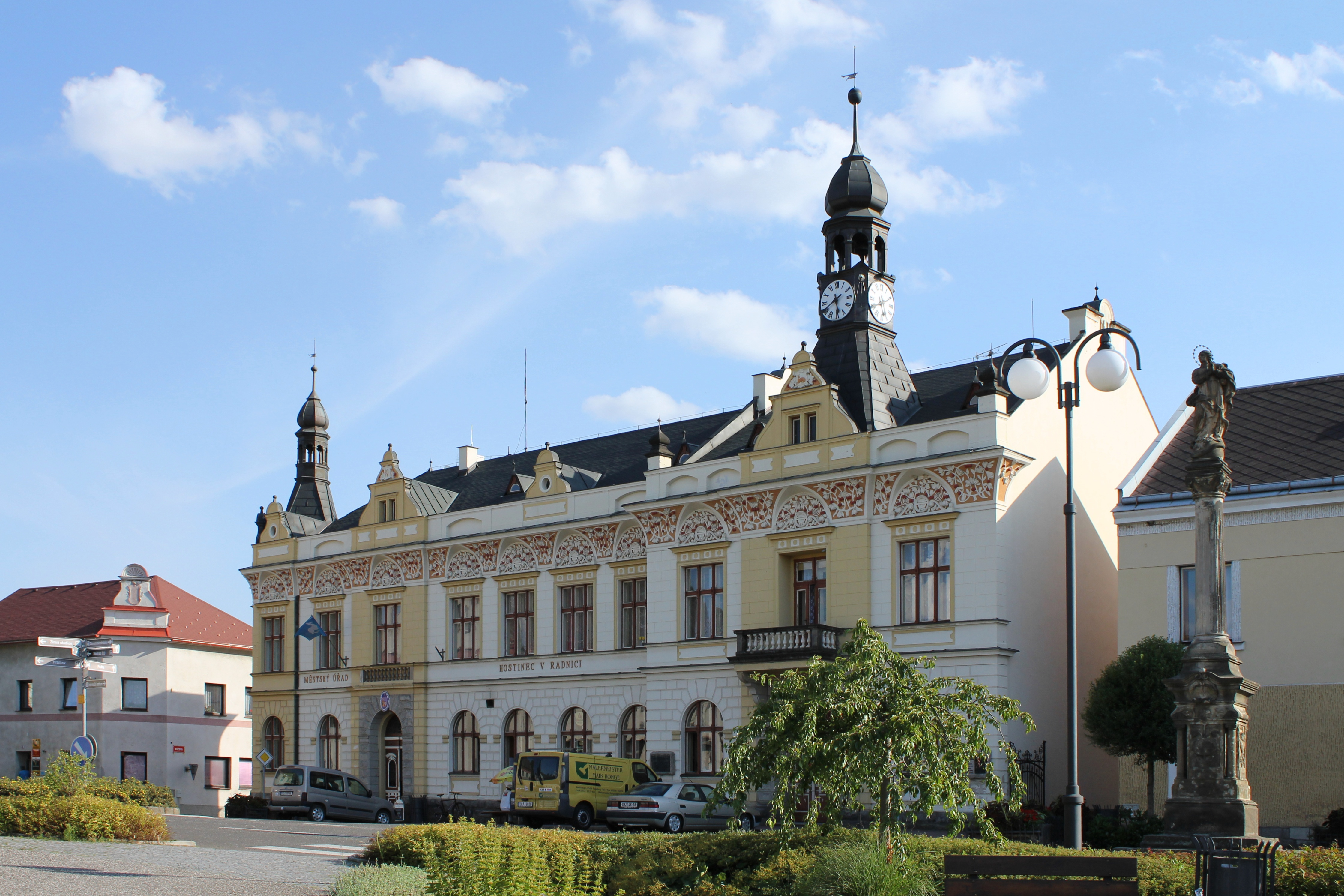
Rathaus von Rovensko

Im Tal des Zusammenflusses von Veselka und Václavka wurde unter der Burg Trosky die Stadt erbaut. 1371 wurde Rovensko erstmals erwähnt. Unter der Herrschaft des Kaisers Karl IV. begann im Ort das Schleifen von Edelsteinen und böhmischem Granat.

## Massaker von Rovensko pod Troskami
Am 10. Mai 1945 ereignete sich ein blutiges Massaker an 365 Deutschen, welches durch Tschechen und sowjetische Soldaten verübt wurde. Bei den 365 Ermordeten handelte es sich um etwa 60 kriegsgefangene deutsche Soldaten und über 300 deutsche Zivilisten, darunter auch Frauen und Kinder.
Damals gelang es einem zum Tode verurteilten deutschen Soldaten zu flüchten. Auf der Flucht erschoss er den Befehlshaber sowjetischer Partisanen. Sein Tod rief laut dem Historiker Jan Boris Uhlíř eine grausame Vergeltung hervor. Die Soldaten der Roten Armee, Partisanen und einige der Stadtbewohner fingen an auf eine Gruppe von mehr als 300 deutschen Zivilpersonen und Soldaten zu schießen, die sich vor der Schule versammelte. Wer überlebte, wurde hinter dem Schulgebäude hingerichtet. Die Leichen wurden am Sportplatz verscharrt und erst 1997 exhumiert.

## Stadtgliederung
Die Stadt Rovensko pod Troskami besteht aus den Ortsteilen Blatec (Blatetz), Křečovice 2.díl (Kretschowitz 2.Teil), Liščí Kotce (Fuchsgruben), Rovensko pod Troskami (Rowensko), Štěpánovice (Stiepanowitz) und Václaví (Wazlawi).
Das Gemeindegebiet gliedert sich in die Katastralbezirke Křečovice pod Troskami, Rovensko pod Troskami, Štěpánovice u Rovenska pod Troskami und Václaví.

## Sehenswürdigkeiten

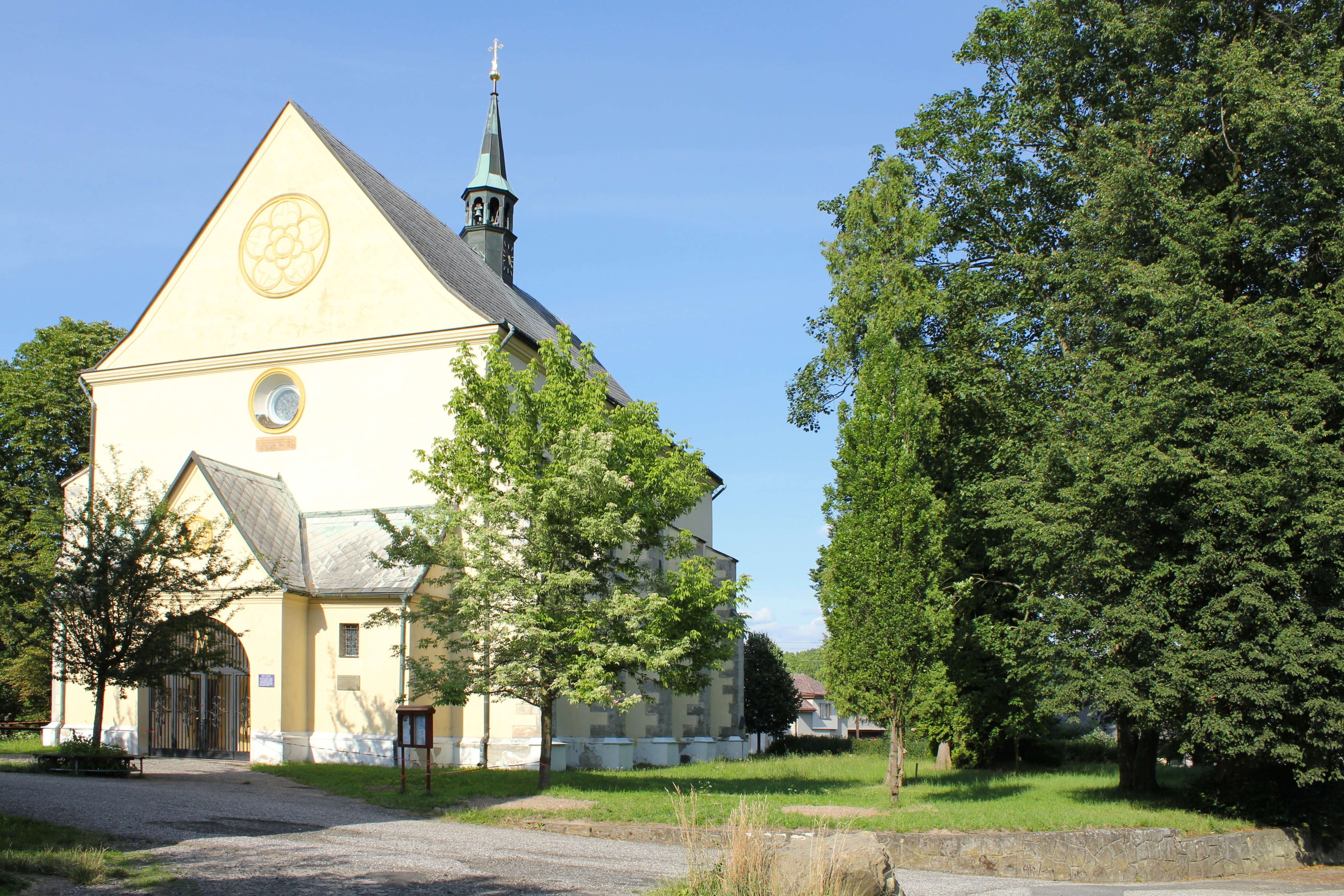
Kirche des heiligen Wenzel.

- Kirche des heiligen Wenzel. Burg Trosky
- Kirche des heiligen Wenzel. Die im Kern gotische Kirche wurde 1724 im Barockstil und später im neugotischen Stil umgestaltet. Der Fachwerkglockenturm von 1630 enthält drei frühbarocke Glocken, die umgekehrt aufgehängt sind.[7]
- Pestsäule

## Persönlichkeiten
Söhne und Töchter der Stadt
- Václav Karel Holan Rovenský (1664–1718), Kantor, Kapellmeister und Blasmusikkomponist
- Dana Brožková (* 1981), Orientierungsläuferin

im Ort wirkte
- Antonín Marek, Schriftsteller und Übersetzer, war hier Pfarrer

## Belege
1. ↑  http://www.uir.cz/obec/577472/Rovensko-pod-Troskami
2. ↑  Český statistický úřad – Die Einwohnerzahlen der tschechischen Gemeinden vom 1. Januar 2023 (PDF; 602 kB)
3. ↑  https://deutsch.radio.cz/nachkriegsmassaker-deutschen-rovensko-rundfunk-sendet-zeugenaussage-8545600
4. ↑  https://deutsch.radio.cz/versoehnungskreuz-rovensko-pod-troskami-erinnert-massaker-deutschen-8717086
5. ↑  http://www.uir.cz/casti-obce-obec/577472/Obec-Rovensko-pod-Troskami
6. ↑  http://www.uir.cz/katastralni-uzemi-obec/577472/Obec-Rovensko-pod-Troskami
7. ↑  Kostel sv. Václava. Město Rovensko pod Troskami, abgerufen am 1. Juni 2023 (tschechisch).